# كامران خان
كامران خان هو صحفي باكستاني ومذيع، ومحاور سياسي لديه برنامج «دنيا كامران خان كاي ساته» على دنيا الإخبارية. كان يعمل سابقًا في جيو نيوز، وفي عام 2014 غادر جيو نيوز وانضم لقناة بول الإخبارية. وفي عام 2015 غادر لقناة بول الإخبارية وانضم إلى قناة دنيا الإخبارية.